# Дьене
Дьене́ (фр. Diénay) — коммуна во Франции, находится в регионе Бургундия. Департамент коммуны — Кот-д’Ор. Входит в состав кантона И-сюр-Тий. Округ коммуны — Дижон.
Код INSEE коммуны — 21230.

## Население
Население коммуны на 2010 год составляло 296 человек.
| 1962 | 1968 | 1975 | 1982 | 1990 | 1999 | 2010 |
| ---- | ---- | ---- | ---- | ---- | ---- | ---- |
| 197  | 205  | 165  | 230  | 241  | 235  | 296  |

## Экономика
В 2010 году среди 199 человек трудоспособного возраста (15—64 лет) 158 были экономически активными, 41 — неактивными (показатель активности — 79,4 %, в 1999 году было 78,1 %). Из 158 активных жителей работали 147 человек (81 мужчина и 66 женщин), безработных было 11 (6 мужчин и 5 женщин). Среди 41 неактивных 15 человек были учениками или студентами, 20 — пенсионерами, 6 были неактивными по другим причинам.